# 徐家坪-岳家坪遗址
徐家坪-岳家坪遗址，位于中国甘肃省漳县，为一个省级文物保护单位，类型为古遗址。
徐家坪-岳家坪遗址的历史年代为新石器时代至青铜时代。